# ここが限界のオーバル学園
『ここが限界のオーバル学園』（ここがげんかいのオーバルがくえん）は、原作：大井昌和、作画：卷による日本の漫画作品。『まんがタイムきららフォワード』（芳文社）にて、2013年9月号から2015年7月号にかけて連載された。コミックスは全3巻。

## ストーリー
時は2311年。地球は突如、未知の外的「廃思物」に襲われて壊滅し、男子は絶滅した。その後人類は火星に移住したが、残酷なことにまたしても廃思物に襲われる状況に。何しろ廃思物は工学兵器も物理攻撃も全く効かず、防衛隊ですら手を上げるほど。そんな中、人類は「星立オーバル学園」という対抗措置を有していた。オーバル学園の武器は「音楽」。物理攻撃は無意味な廃思物だが、心震える演奏は魂に干渉して内部から破壊する方法が有効だとわかったのだ。楽器の演争で廃思物との戦いに挑む。

## 登場人物

### オーバル学園
女性のみで成り立つ学園。
桃雲 桜
本作の主人公。吹奏楽部の第1指揮者。人々の前で演奏してみたいと考えている。少々天然で、楽器は演奏できない。
淡島 ひまわり
吹奏楽部の新入部員で、合唱のソプラノを担当する。クールで無表情。
ナオミ・レーベンハイト
桜のライバル。

### 廃思物
人類を脅かす巨大な怪物。男子は廃思物と何かしら関係があるようである。
γ廃思物 シュバルツシルト
第1話で登場した、ジャンボジェット機を飲み込んだかのような姿をした廃思物。

## 書誌情報

### 原作コミックス
- 大井昌和・卷 『ここが限界のオーバル学園』 芳文社〈KRコミックス〉、全3巻
  1. 2014年2月12日発売、ISBN 978-4-8322-4405-4
  2. 2014年10月11日発売、ISBN 978-4-8322-4487-0
  3. 2015年6月12日発売、ISBN 978-4-8322-4576-1